# 北方戀曲

北方恋曲

《北方恋曲》是2004年1月20日开始播放的日本动畫，共13话。漫画版由トミイ大冢作画，在漫画杂志《月刊コミックガム》上连载。2005年5月《北方恋曲》推出单行本。

## 主要人物[2]
原田明理，声优：渡辺明乃
生日：2月23日、星座：双鱼座、年齢：17歳、身高 ：150cm、血型：O型
有著羞涩笑容的可爱美少女，因为父亲是个掘金的狂热分子，明理必须半工半读以维持家计。虽然生活过得十分贫困，但从未因此感到痛苦，并以自己那拥有梦想的父亲为荣。
茜木温子，声优：石原绘理子
生日：8月2日、星座：狮子座、年齢：20歳、身高：155cm、血型：O型
父亲在温子小时候就因病去世，与母亲两人相依为命，和母亲一同经营在函馆朝市里的茜木鲜鱼店而远离了本是大学生应有的无忧无虑的青春生活。虽然如此，因为是单亲家庭，从小就被市场里热情友善的人们爱护著，养成她开朗、体贴、活泼、乐於助人的个性，不过绝不服输的性子使得她有时显得有些固执。
朝比奈京子，声优：能登麻美子
生日：2月5日、星座：水瓶座、年齢：21岁、身高：162cm、血型：B型
热爱电影拍摄而在大学时加入电影研究会的社团，在电影杂志上得过新人奖，是个聪明有智慧、才华洋溢的美少女。对於自己所做的事有绝对的自信，提倡电影本土化而经常抨击好莱坞电影，但因太过特立独行而失败，并感觉到自己与观众之间的隔阂而感到烦恼 。
白石果铃，声优：高桥裕子
生日：6月23日、星座：巨蟹座、年齢：15岁、身高：148cm、血型：A型
金发美少女，有丰富的想像力，期待浪漫的爱情。因为严重的先天性气喘而必须长期在医院疗养，使得原本个性活泼的她变得忧郁，经常露出令人心酸的寂寞笑容。生活唯一的寄托是撰写童话并将其刊载於自己制作网页上。
北野须绪实，声优：天濑茧
生日：10月1日、星座：天秤座、年齢：17歳、身高：157cm、血型：B型
拥有父亲的日本血统与母亲芬兰血统的混血美少女，行事神秘、冷静理智。受父亲影响，北野须绪实的日语讲的并不标准，常常会说出奇怪的话，使得周遭的人感到非常困惑。

## 分集剧情
| 集数               | 名称                    | 剧本     | 情节提要 | 制作            | 动画导演          |
| ------------------ | ----------------------- | -------- | -------- | --------------- | ----------------- |
| 01                 | 函馆 ~ 茜木温子 前篇    | 山口亮太 | ボブ白旗 | ボブ白旗        | 千葉道徳 河南正昭 |
| 02                 | 函馆 ~ 茜木温子 后篇    | 山口亮太 | 西村純二 | 柳瀨雄之        | 清水博明          |
| 03                 | 〜北見〜白石果鈴 前篇   | 岡田麿里 | 林有紀   | 林有紀          | 櫻井正明          |
| 04                 | 〜北見〜白石果鈴 後篇   | 岡田麿里 | 下平律   | 下平律          | 關崎高明          |
| 05                 | 〜札幌〜朝比奈京子 前篇 | 花田十輝 | 西村純二 | 御神崎海        | 門智昭            |
| 06                 | 〜札幌〜朝比奈京子 後篇 | 花田十輝 | 山本秀世 | 柳瀨雄之        | 清水博明          |
| 07                 | 旭川 ~ 北野须绪实       | 岡田麿里 | 川瀨敏文 | 林有紀          | 徳田夢之介        |
| 08                 | 〜札幌〜催馬楽笙子 前篇 | 澤田薫   | 鈴木芳成 | 岡本英樹        | 關崎高明          |
| 09                 | 〜札幌〜催馬楽笙子 後篇 | 澤田薫   | 下平律   | 下平律          | 門智昭            |
| 10                 | 〜帯広〜原田明理 前篇   | 佐藤卓哉 | 室谷靖   | 室谷靖          | 松本朋之          |
| 11                 | 〜帯広〜原田明理 後篇   | 佐藤卓哉 | 小寺勝之 | 鹿島典夫        | 松下清志          |
| 12                 | 钻石尘篇                | 山口亮太 | Bob白旗  | 中島弘明 室谷靖 | 大久保修          |
| 13 （DVD-BOX特典） | ~~芬兰旭川〜北野芬兰    | 澤田薫   | 下平律   | 剛田隼人        | 畑智司            |